# Kitao Sekkōsai

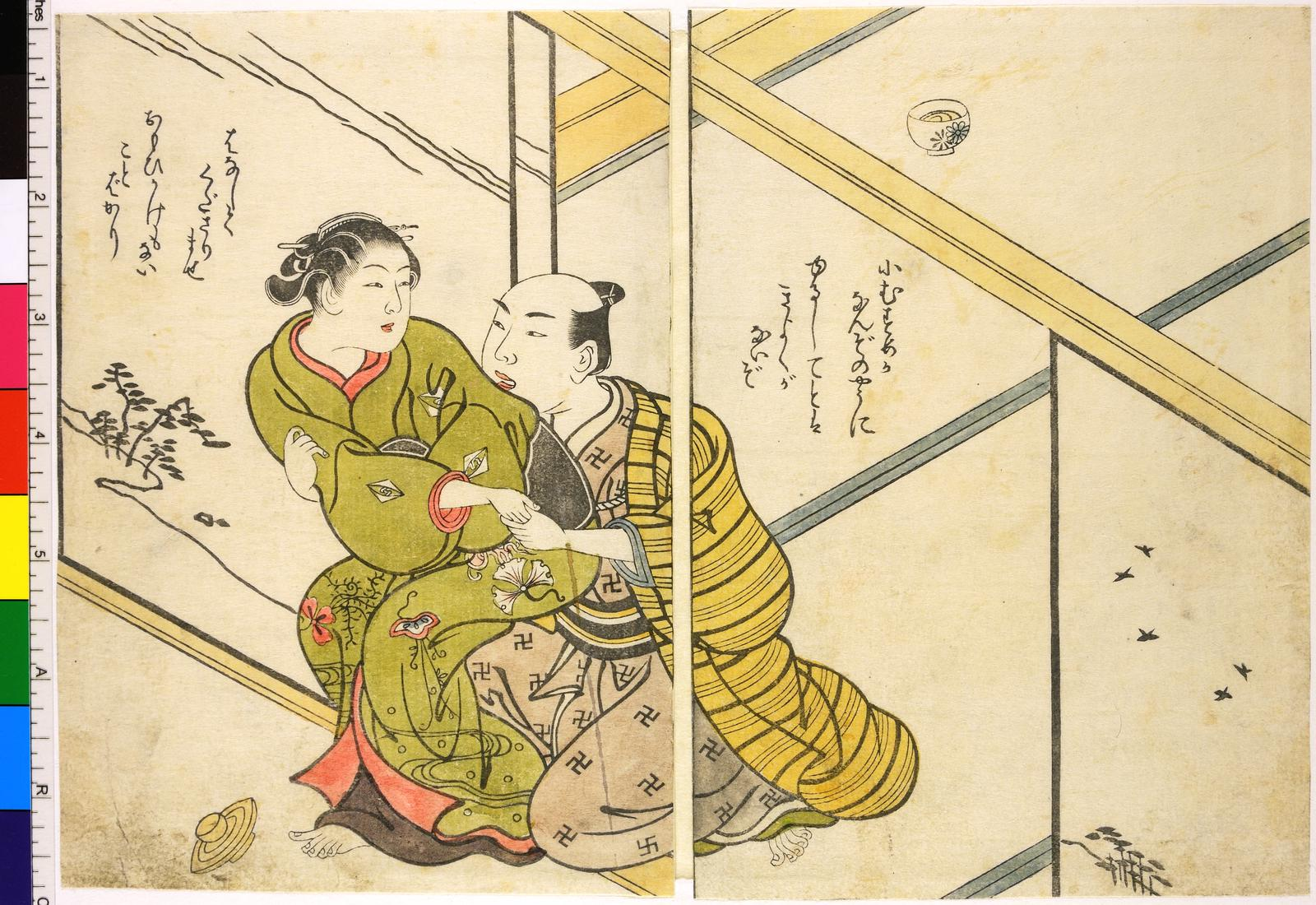
Shunga di un uomo che tenta di sedurre una cameriera, attribuito a Kitao Sekkōsai

Kitao Sekkōsai (北尾雪坑斎?; fl. XVIII secolo) è stato un incisore giapponese, rappresentante dell'area artistica del Kamigata.

## Biografia
Fu attivo nell'area di Osaka nella seconda metà del XVIII secolo, all'incirca tra il 1749 ed il 1778, ed era noto anche come Kitao Tokinobu. La sua produzione riguardò soprattutto stampe di affascinanti figure femminili, guerrieri e cartelloni pubblicitari.